# Offertoire (grand chœur)
L'Offertoire (grand chœur), op. 182, est une œuvre de la compositrice Mel Bonis.

## Composition
Mel Bonis compose son Offertoire pour grand orgue. Le manuscrit porte la mention « Grand chœur ». Il est publié à titre posthume aux éditions Armiane en 2011.

## Analyse
L'Offertoire devait faire partie d'un projet de Dix Pièces pour orgue, avec l'Andante religioso, le Choral, le Prélude en sol mineur, la Communion, l'Adagio, la Pastorale, l'Idylle, le Moderato et la Sortie. De plus, il se peut que l'abbé Joseph Joubert ait possiblement laissé des indications de registration. L'œuvre fait partie des pièces de la compositrice dont le titre fait explicitement référence à la paraliturgie de la religion catholique romaine. 
Cette pièce est de forme rondo-marche. On y retrouve l'emploi de degrés faibles, d'épisodes très modulants débouchant sur une cadence classique au dernier moment, de la modalité ancienne et des lignes de basses conjointes. Ces caractéristiques évoquent le style de Gabriel Fauré.

## Sources
- Étienne Jardin, Mel Bonis (1858-1937) : parcours d'une compositrice de la Belle Époque, 2020 (ISBN 978-2-330-13313-9 et 2-330-13313-8, OCLC 1153996478, lire en ligne)